# وتر دائرة

الضلع الأحمر والأسود يُعدّان وترَيْنِ في الدائرة. ويُسمَّى الوتَرُ المارُّ بنُقطةِ المركز قطراً في الدائرة.

وَتَرُ الدائرةِ هو قطعة مستقيمة واصلةٌ بين نقطتين على الدائرة. يُسمّى أطولُ وترٍ في الدائرةِ قُطراً. بينما الخطُّ القاطع هو امتدادٌ لانهائيٌّ للوتر. يُعمّمُ تعريف الوَترُ ليشملَ أيّ منحنىً بإعادة صياغته على أنه قطعة مستقيمة واصلة بين نقطتين على منحنىً.

## الخصائص والمبرهنات

### طول الوتر
تُعطى صيغة طول الوتر بدلالة نصف قطر دائرته المحيطه وزاوية القوس الذي يحصرها: {\displaystyle |{\overline {AB}}|=2R\sin {\alpha }}:
مبرهنة — طول أي وتر داخل الدائرة لا يزيد عن طول القطر.
مبرهنة — أطوال أوتار الدائرة الواحدة تتساوى إذا وفقط إذا تساوت قياسات أقواسهما المتناظرة.
مبرهنة — مبرهنة: الوتر الأكبر يحصر قوساً ذا قياسٍ أكبر من قياس القوس الذي يحصره الوتر الأصغر. والعكس صحيح.
مبرهنة — مبرهنة: الوتر الأكبر يبعد بعداً عن مركز الدائرة أقل من بعد الوتر الأصغر.

### عمق الوتر
يُعطى عُمْقُ الوتر بالصيغة: {\displaystyle |{\overline {OM}}|=R\cos {\alpha }}.

## في حساب المثلثات
استُخدمت الأوتار على نطاق واسع في بداية تطور حساب المثلثات. قام أول جدول مثلثي معروف، لم يعد الجدول المثلثي الأول المعروف، الذي أنشأه أبرخش في القرن الثاني قبل الميلاد، موجودًا، ولكنه كان يُجدول قيمة دالة الوتر لكل 7.5 درجة. في القرن الثاني الميلادي، أنشأ بطليموس الإسكندراني جدولًا أكثر شمولًا للأوتار في كتابه «المجسطي» عن علم الفلك، مما أعطى قيمة الوتر للزوايا التي تُراوح من 1/2 درجة إلى 180 درجة بزيادات نصف درجة. كانت الدائرة قطرها 120، وأطوال الوتر دقيقة إلى رقمين ستينيين بعد الجزء الصحيح.
تعرف دالة الوتر هندسيًا كما هو موضح في الصورة. وتر زاوية هو طول الوتر بين نقطتين على دائرة الوحدة ويقابل الزاوية المركزية. يجب أن تكون الزاوية θ واقعة في المجال 0 < θ ≤ π (بالراديان). يمكن أن تكون دالة الوتر مرتبطةً بدالة الجيب الحديثة، عن طريق أخذ إحدى النقاط لتكون (1 , 0)، والنقطة الأخرى هي (cos θ , sin θ)، تحسب الوتر بتطبيق مبرهنة فيثاغورس:
{\displaystyle \mathrm {crd} \ \theta ={\sqrt {(1-\cos \theta )^{2}+\sin ^{2}\theta }}={\sqrt {2-2\cos \theta }}=2\sin \left({\frac {\theta }{2}}\right).}
تَستَخدم الخطوة الأخيرة صيغة نصف الزاوية. مثلما بُني حساب المثلثات الحديث على دالة الجيب، بُني حساب المثلثات القديم على دالة الوتر. يُزعم أن أبرخش كتب عملاً من اثني عشر مجلدًا عن الأوتار، وكلها مفقودة الآن، لذا من المفترض أن الكثير من المعلومات كانت معروفة عنها. في الجدول أدناه (c هو طول الوتر، وD هو قطر الدائرة)، يمكن توضيح أن دالة الوتر تحقق العديد من المتطابقات المماثلة للمتطابقات الحديثة المعروفة:
| الاسم       | القائمة على الجيب                                                                   | القائمة على الوتر                                                                                   |
| ----------- | ----------------------------------------------------------------------------------- | --------------------------------------------------------------------------------------------------- |
| فيثاغورية   | {\displaystyle \sin ^{2}\theta +\cos ^{2}\theta =1\,}                               | {\displaystyle \mathrm {crd} ^{2}\theta +\mathrm {crd} ^{2}(\pi -\theta )=4\,}                      |
| نصف الزاوية | {\displaystyle \sin {\frac {\theta }{2}}=\pm {\sqrt {\frac {1-\cos \theta }{2}}}\,} | {\displaystyle \mathrm {crd} \ {\frac {\theta }{2}}=\pm {\sqrt {2-\mathrm {crd} (\pi -\theta )}}\,} |
| عامد (a)    | {\displaystyle c=2{\sqrt {r^{2}-a^{2}}}}                                            | {\displaystyle c={\sqrt {D^{2}-4a^{2}}}}                                                            |
| الزاوية (θ) | {\displaystyle c=2r\sin \left({\frac {\theta }{2}}\right)}                          | {\displaystyle c={\frac {D}{2}}\mathrm {crd} \ \theta }                                             |

الدالة العكسية موجودة أيضًا:
{\displaystyle \operatorname {acrd} (y)=2\arcsin \left({\frac {y}{2}}\right).}

## هوامش وملاحظات
1. ↑  لاحظ أن طول قطر الدائرة {\displaystyle C(O,r)}ثابت ويساوي {\displaystyle 2r}وأن أي وتر آخر لا يمثل قطراً فإن طوله أصغر من قطر الدائرة.